# 窄叶烟斗柯
窄叶烟斗柯（学名：[Lithocarpus corneus var. angustifolius] 错误：{{Lang}}：文本有斜体标记（帮助））为壳斗科柯属下的一个变种。

## 扩展阅读
- 維基物種上的相關：窄叶烟斗柯